# Bunty Bailey
Bunty Bailey, née probablement le 23 mai 1964 en Angleterre, est une danseuse et une actrice britannique. 
Elle est notamment connue pour le rôle de la fille dans le clip de la chanson Take on Me du groupe a-ha, sorti en 1985, et celui d'Isabel Prange dans le film d'horreur Les Poupées réalisé par Stuart Gordon, sorti en 1987.

## Filmographie
Films
- 2008 : Defunct : Gypsy momma
- 1992 : Spellcaster (en) de Rafal Zielinski : Cassandra Castle
- 1988 : Glitch! : Bimbo
- 1988 : Rock and the Money-Hungry Party Girls
- 1987 : Les Poupées : Isabel Prange

Séries
- 2006 : Video on Trial : Blonde dans le café
- 2003 : Where Are They Now ?, épisode Video Vixens II sur VH-1
- 2002 : Never Mind the Buzzcocks, épisode 1 sur BBC Two
- 2000 : Where Are They Now ?, épisode Video Vixens sur VH-1

Clips
- 2003 : Essential Music Videos : Hits of the '80s : la fille
- 1991 : A-ha : Headlines and Deadlines - The Hits of A-ha : Une fille
- 1985 : A-ha : Take on Me : la fille.